# Apistogramma
Apistogramma es un género amplio con más de cien especies de peces de agua dulce de la familia Cichlidae que son encontrados en la Cuenca Amazónica y Venezuela. Apistogramma , literalmente significa "línea lateral irregular" refiriéndose a una característica que presentan las especies de este género. La mayoría de estas especies tienen un dimorfismo sexual muy definido, siendo los machos generalmente más grandes (7 a 9 cm) y con un colorido más intenso que las hembras.

## Alimentación
Todas las especies de Apistogramma son micropredadores[cita requerida], su dieta se basa principalmente en larvas de insectos, alevines de otros peces y otros invertebrados.

## Reproducción
Como todo cíclido, son muy buenos criadores. Todas las especies de Apistogramma desovan en cuevas, debajo de las rocas, y otros lugares escondidos, siempre y cuando sea seguro. Algunas de las especies se reproducen en harenes mientras que otras forman una pareja permanente. En la mayoría de los casos la hembra esta más encargada de la búsqueda de alimento mientras que el macho defiende el territorio agresivamente. El sexo de las crías se ve afectado por las condiciones del agua, si esta es tibia y blanda favorece a los machos.

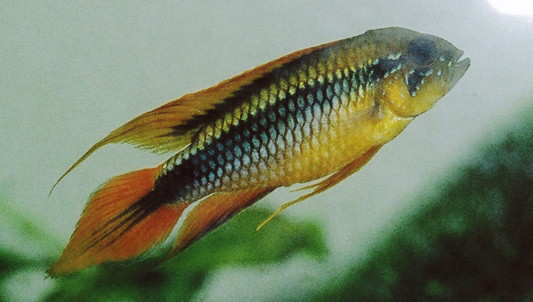
Apistogramma Agassizii.

## En cautiverio
Apistogramma es un género con varias especies muy solicitadas en la acuariofilia, particularmente en acuarios comunitarios, específicos y plantados. Son peces pacíficos y no atacan a especies de otros géneros a menos que estén en su territorio y aún más en tiempo de celo. En el Amazonas, Apistogramma habita en aguas blandas y ácidas y requiere unas condiciones similares en el acuario. Muchos son muy sensitivos a cambios drásticos en las condiciones del agua. Los peces Apistogramma se recomienda que estén en tanques con muchos escondites ya sean plantas o troncos de madera. Aunque son muy comunes, no son recomendables por acuaristas inexpertos en cíclidos.

## Especies
| - Apistogramma acrensis Staeck, 2003 - Apistogramma agassizii (Steindachner, 1875) - Apistogramma aguarico Römer & Hahn, 2013 - Apistogramma alacrina Kullander, 2004 - Apistogramma allpahuayo Römer et al., 2012 - Apistogramma amoena Cope, 1872 - Apistogramma angayuara Kullander & Ferreira, 2005 - Apistogramma arua Römer & Warzel, 1998 - Apistogramma atahualpa Römer, 1997 - Apistogramma baenschi Römer et al., 2004 - Apistogramma barlowi Römer & Hahn, 2008 - Apistogramma bitaeniata Pellegrin, 1936 - Apistogramma borellii Regan, 1906 - Apistogramma brevis Kullander, 1980 - Apistogramma cacatuoides Hoedeman, 1951 - Apistogramma caetei Kullander, 1980 - Apistogramma caudomaculata Mesa & Lasso, 2011 - Apistogramma cinilabra Römer et al., 2011 - Apistogramma commbrae Regan, 1906 - Apistogramma cruzi Kullander, 1986 - Apistogramma diplotaenia Kullander, 1987 - Apistogramma elizabethae Kullander, 1980 - Apistogramma eremnopyge Ready & Kullander, 2004 - Apistogramma erythura Staeck & Schindler, 2008 - Apistogramma eunotus Kullander, 1981 - Apistogramma feconat Römer et al., 2015 - Apistogramma flabellicauda Mesa & Lasso, 2011 - Apistogramma geisleri Meinken, 1971 - Apistogramma gephyra Kullander, 1980 - Apistogramma gibbiceps Meinken, 1969 - Apistogramma gossei Kullander, 1982 - Apistogramma guttata Antonio et al., 1989 - Apistogramma helkeri Schindler & Staeck, 2013 - Apistogramma hippolytae Kullander, 1982 - Apistogramma hoignei Meinken, 1965 - Apistogramma hongsloi Kullander, 1979 - Apistogramma huascar Römer, Pretor & Hahn, 2006 - Apistogramma inconspicua Kullander, 1983 - Apistogramma iniridae Kullander, 1979 - Apistogramma inornata Staeck, 2003 - Apistogramma intermedia Mesa & Lasso, 2011 - Apistogramma juruensis Kullander, 1986 - Apistogramma lineata Mesa & Lasso, 2011 - Apistogramma linkei Koslowski, 1985 - Apistogramma luelingi Kullander, 1976 - Apistogramma maciliense Hasemen, 1911 | - Apistogramma macmasteri Kullander, 1979 - Apistogramma martini Römer et al., 2003 - Apistogramma megaptera Mesa Salazar & Lasso, 2011 - Apistogramma megastoma Römer et al., 2017 - Apistogramma meinkeni Kullander, 1980 - Apistogramma mendezi Römer, 1994 - Apistogramma minima Mesa & Lasso, 2011 - Apistogramma moae Kullander, 1980 - Apistogramma nijsseni Kullander, 1979 - Apistogramma norberti Staeck, 1991 - Apistogramma nororientalis Mesa & Lasso, 2011 - Apistogramma ortmanni Eigenmann, 1912 - Apistogramma panduro Römer, 1997 - Apistogramma pantalone Römer, Römer, Soares & Hahn, 2006 - Apistogramma parva Ahl, 1931 (in dubio) - Apistogramma paucisquamis Kullander, 1988 - Apistogramma paulmuelleri Römer et al., 2013 - Apistogramma payaminonis Kullander, 1986 - Apistogramma pedunculata Mesa & Lasso, 2011 - Apistogramma personata Kullander, 1980 - Apistogramma pertensis Haseman, 1911 - Apistogramma piaroa Mesa & Lasso, 2011 - Apistogramma piauiensis Kullander, 1980 - Apistogramma playayacu Römer, Hahn & Beninde, 2011 - Apistogramma pleurotaenia Regan, 1909 - Apistogramma pulchra Kullander, 1980 - Apistogramma regani Kullander, 1980 - Apistogramma resticulosa Kullander, 1980 - Apistogramma rositae Römer, Römer, & Hahn, 2006 - Apistogramma rubrolineata Hein, Zarske & Zapata, 2002 - Apistogramma rupununi Fowler, 1914 - Apistogramma salpinction Kullander & Ferreira, 2005 - Apistogramma similis Staeck, 2003 - Apistogramma sororcula Staeck, & Schindler, 2016 - Apistogramma staecki Koslowski, 1985 - Apistogramma steindachneri Regan, 1908 - Apistogramma taeniata Günther, 1862 - Apistogramma trifasciata Eigenmann & Kennedy, 1903 - Apistogramma tucurui Staeck, 2003 - Apistogramma uaupesi Kullander, 1980 - Apistogramma urteagai Kullander, 1986 - Apistogramma velifera Staeck, 2003 - Apistogramma viejita Kullander, 1979 - Apistogramma wapisana Römer, Hahn & Conrad, 2006 - Apistogramma wolli Römer et al., 2015 |